# Mohi atomerőmű
A mohi atomerőmű (szlovákul: Jadrová elektráreň Mochovce), a valamikori Mohi település határában álló erőmű Nyitra és Léva között, Kálna mellett. A bohunicei atomerőmű mellett ez Szlovákia második atomerőműve, együtt Szlovákia Átlagosan 65 százalékban járul hozzá Szlovákia áramtermeléséhez, ami európai viszonylatban második, Franciaország 85 százalékos aránya után.
Az erőmű négy darab, egyenként 440 MW teljesítményű blokkból áll (VVER 440) V213 típusú reaktorokkal. Építésüket az 1970-es évek olajválságát követően, 1982-ben kezdték meg, de 1991-ben pénzügyi okok miatt leállították. 1995-ben folytatódott az építkezés. Az első blokkot 1998-ban indították be, a másodikat 2000 folyamán, míg a másik két, 1986-ban elkezdett, de 1992 óta felfüggesztett 3-as, 4-es blokkon 2008-tól folytatták az építkezést. Tervezett átadásuk 2013-ban a szlovák legfelsőbb bíróság kedvezőtlen döntése miatt meghiúsult.
Évente egyszer a reaktorokat felváltva 3-4 hétre leállítják a fűtőanyag átrakása, újratöltése és karbantartás végett. Amennyiben a paksihoz hasonló élettartam-növelő eljárásokat nem alkalmazzák, a működő 1-es és 2-es blokk tervezett élettartama 2028-ban, illetve 2030-ban lejár. 
Az erőmű bővítése körül széles körű nemzetközi vita bontakozott ki, amikor Szlovákia az atomenergiát ellenző Ausztria kérdéseire adott válasz nélkül zárta le a nemzetközi hatásvizsgálatot. A szlovák kormány ezek után kénytelen volt bocsánatot kérni. Az atomerőmű bővítése ellen egyébként Tatabánya városa is szót emelt. A 2010 novemberében keletkezett tűz eltitkolása ugyancsak nem szolgálta az erőmű biztonságos és átlátható működéséről festett szlovák ígéret teljesülésébe vetett hitet.

## Az erőmű reaktortípusai
A Mohi atomerőmű jelenleg négy, egyenként 440 MW teljesítményű VVER-440 típusú reaktort tartalmaz:
| Reaktorblokk | Reaktortípus | Nettó teljesítmény | Bruttó teljesítmény | Kivitelezés kezdete | Hálózati szink.   | Leállítás dátuma |
| ------------ | ------------ | ------------------ | ------------------- | ------------------- | ----------------- | ---------------- |
| Mohi-1       | VVER-440/213 | 408 MW             | 440 MW              | 1982. október 1.    | 1998. október 15. | 2028-ra tervezve |
| Mohi-2       | VVER-440/213 | 408 MW             | 440 MW              | 1982. november 13.  | 2000. január      | 2030-ra tervezve |
| Mohi-3       | VVER-440/213 | 408 MW             | 440 MW              | 1996. február       | 2023. január 31.  | -                |
| Mohi-4       | VVER-440/213 | 408 MW             | 440 MW              | 1996. február       | jelenleg épül     | -                |

## Lásd még
- Bohunicei atomerőmű